# Meruliopsis
Meruliopsis Jülich – rodzaj grzybów z rodziny skórnikowatych (Stereaceae).

## Charakterystyka
Grzyby kortycjoidalne o owocniku rocznym, rozpostartym lub rozpostarto-odgiętym, rzadko siedzący, twardawo-skórzasty. Powierzchnia górna owłosiona, biała do jasno żółtobrązowej, powierzchnia hymenialna zwykle z płytkimi jamkami (merulioidalna), kremowa, żółtawopomarańczowa, czerwona do ciemno fioletowoczarnej. System strzępkowy monomityczny, strzępki szkliste, przeważnie bez sprzążek, niektóre przegrody z jedną lub kilkoma sprzążkami. Czasami występują cylindryczne, cienkościenne cystydy. Podstawki w przybliżeniu maczugowate z czterema sterygmami, bez sprzążek. Bazydiospory elipsoidalne, cylindryczne, lub kiełbaskowate, szkliste, gładkie, cienkościenne, nieamyloidalne.

## Systematyka i nazewnictwo
Pozycja w klasyfikacji według Index FungorumStereaceae, Russulales, Incertae sedis, Agaricomycetes, Agaricomycotina, Basidiomycota, Fungi.
Gatunki
- Meruliopsis albomellea (Yuan Yuan, Jia J. Chen & X.H. Ji) C.C. Chen & Sheng H. Wu 2020
- Meruliopsis bella (Berk. & M.A. Curtis) Ginns 1976
- Meruliopsis crassitunicata (Y.C. Dai & Sheng H. Wu) C.C. Chen & Sheng H. Wu 2020
- Meruliopsis cystidiata (Ryvarden) P.E. Jung & Y.W. Lim 2017
- Meruliopsis faginea Volobuev & Ismailov 2021
- Meruliopsis leptocystidiata C.C. Chen & Sheng H. Wu 2020
- Meruliopsis miniata (Wakef.) Ginns 1976
- Meruliopsis nanlingensis (B.K. Cui & B.S. Jia) C.C. Chen & Sheng H. Wu 2020
- Meruliopsis parvispora C.C. Chen & Sheng H. Wu 2020
- Meruliopsis pseudocystidiata (B.S. Jia & Y.C. Dai) C.C. Chen & Sheng H. Wu 2020
- Meruliopsis purpurea (Fr.) Bondartsev 1959
- Meruliopsis taxicola (Pers.) Bondartsev 1959 – tzw. klejoporek winnoczerwony
- Meruliopsis variegata (B.S. Jia & Y.C. Dai) Zmitr. 2018

Wykaz gatunków i nazwy naukowe na podstawie Index Fungorum. Nazwa polska według W. Wojewody.